# Taichi Nakayama
Taichi Nakayama (中山太一 Nakayama Taichi?, Prefectura de Yamaguchi, 17 de noviembre de 1881 - 18 de octubre de 1956) fue un empresario y político japonés. Fue el fundador de las empresas Club Araiko en 1906 y Club Keshōhin, empresas dedicadas a los cosméticos del área de Kinki y del cual fue su presidente honorario, fue vicepresidente del Japan Management Organization y director de la Asociación Japón-Indonesia; también fue nombrado como miembro del Kizoku-in. La empresa Club Araiko fue renombrada como Club Cosmetics, su nombre actual, en 1971.
Es conocido con los títulos de "Rey de los cosméticos de Oriente" y el "Gran hombre de la industria de los cosméticos".